# Everett Case
Everett Norris Case (* 21. Juni 1900 in Anderson, Indiana; † 30. April 1966 in Raleigh, North Carolina im Alter von 65 Jahren und 313 Tagen) war ein US-amerikanischer Basketball-Coach.

## Biographie
Case entschied sich sehr früh für eine Karriere als Coach. Bereits im Alter von 18 Jahren begann er, die High School in Frankfort, Indiana zu coachen, fünf Jahre bevor er an der University of Wisconsin-Madison graduierte. Zwischen 1925 und 1939 gewann er mit seiner Schule vier Indiana-State Championships, was lediglich vier weiteren Coaches gelang. Aus dieser Zeit rührt auch die Tradition des Netzabschneidens (Cutting down the nets), die auf Case zurückgehen soll. Ihm zu Ehren wurde die Turnhalle der Schule später Case Arena getauft.
1941 meldete sich Case als Senior-Grade Lieutenant (vergleichbar dem Heeresrang eines Hauptmannes) zur Marine. Nach einer vierwöchigen Ausbildung in Annapolis und fünf Wochen in Chicago wurde er an die Naval Pre-Flight School des kalifornischen St. Mary’s College verlegt. Für St. Mary's Pre-Flight und die Alameda Naval Air Station war er Basketball- und Sportdirektor. Von St. Mary's Dienstbasketball sind in der Saison 1942/43 zehn Siege und fünf Niederlagen überliefert. Nach zwei Jahren ging er in den Mittleren Westen, um an der DePauw University im Rang eines Lieutenant Commanders (vergleichbar einem Major) als Sportdirektor der Naval Flight Preparatory School zu dienen. Basketball war ein wichtiger Faktor im V5–, V7– und V12–Programm der US Navy, das Case im Sportbereich betreute, indem die Instruktionen korrespondierend zur aeronautischen Ausbildung in der Komplexität fortschritten. Von der DePauw Naval Pre-Flight in Greencastle, Indiana sind 1943/44 bei sechs Niederlagen 18 Siege überliefert.
Nach dem Krieg ging Case nach Raleigh und übernahm das NCAA-College-Basketball-Programm der North Carolina State University. Er trieb den Bau des Reynolds Coliseums voran und brach die Dominanz des College-Footballs in North Carolina. In 18 Spielzeiten konnte Case neben sechs Conference-Titeln der Southern Conference auch vier der Atlantic Coast Conference bei einer Bilanz von 377—134 Siegen vorweisen sowie sieben Siege beim Dixie-Classic-Turnier. Vom Krebs gezeichnet musste Case in seiner letzten Saison nach zwei Spielen zurücktreten. Sein Nachfolger an der Seitenlinie wurde Press Maravich, Vater von Pete. Case starb 1966, erlebte den Conference-Titel aber noch als Zuschauer.
1982 wurde Everett Case posthum in die Naismith Memorial Basketball Hall of Fame aufgenommen und 2006 mit ihrer Gründung in die College Basketball Hall of Fame.